# Сборная Индонезии по футболу (до 19 лет)
Сборная Индонезии по футболу до 19 лет (индон. Tim nasional sepak bola U-19 Indonesia) — национальная футбольная сборная Индонезии, за которую имеют право выступать игроки возрастом 19 лет и младше. Главным тренером сборной является Индра Сджафри. Юношеская сборная находится под управлением Футбольной ассоциации Индонезии. Игроки сборной принимают участие в юношеском чемпионате Азии и юношеском чемпионате АСЕАН.

## Статистика выступлений

### Молодёжный чемпионат мира
| ЧМ среди молодёжи финальный турнир | ЧМ среди молодёжи финальный турнир | ЧМ среди молодёжи финальный турнир | ЧМ среди молодёжи финальный турнир | ЧМ среди молодёжи финальный турнир | ЧМ среди молодёжи финальный турнир | ЧМ среди молодёжи финальный турнир | ЧМ среди молодёжи финальный турнир | ЧМ среди молодёжи финальный турнир |                    | Квалификация       | Квалификация       | Квалификация       | Квалификация       | Квалификация       | Квалификация |
| Хозяин / Год                       | Результат                          | Место                              | М                                  | В                                  | Н                                  | П                                  | ГЗ                                 | ГП                                 | М                  | В                  | Н                  | П                  | ГЗ                 | ГП                 |              |
| ---------------------------------- | ---------------------------------- | ---------------------------------- | ---------------------------------- | ---------------------------------- | ---------------------------------- | ---------------------------------- | ---------------------------------- | ---------------------------------- | ------------------ | ------------------ | ------------------ | ------------------ | ------------------ | ------------------ | ------------ |
| 1977                               | Не участвовала                     | Не участвовала                     | Не участвовала                     | Не участвовала                     | Не участвовала                     | Не участвовала                     | Не участвовала                     | Не участвовала                     | Не участвовала     | Не участвовала     | Не участвовала     | Не участвовала     | Не участвовала     | Не участвовала     |              |
| 1979                               | Групповой этап                     | 16                                 | 3                                  | 0                                  | 0                                  | 3                                  | 0                                  | 16                                 | 4                  | 2                  | 0                  | 2                  | 6                  | 6                  |              |
| 1981                               | Не прошла квалификацию             | Не прошла квалификацию             | Не прошла квалификацию             | Не прошла квалификацию             | Не прошла квалификацию             | Не прошла квалификацию             | Не прошла квалификацию             | Не прошла квалификацию             | 4                  | 0                  | 2                  | 2                  | 6                  | 12                 |              |
| 1983                               | Не прошла квалификацию             | Не прошла квалификацию             | Не прошла квалификацию             | Не прошла квалификацию             | Не прошла квалификацию             | Не прошла квалификацию             | Не прошла квалификацию             | Не прошла квалификацию             | 4                  | 1                  | 0                  | 3                  | 9                  | 13                 |              |
| 1985                               | Не прошла квалификацию             | Не прошла квалификацию             | Не прошла квалификацию             | Не прошла квалификацию             | Не прошла квалификацию             | Не прошла квалификацию             | Не прошла квалификацию             | Не прошла квалификацию             | 3                  | 1                  | 0                  | 2                  | 1                  | 9                  |              |
| 1987                               | Не прошла квалификацию             | Не прошла квалификацию             | Не прошла квалификацию             | Не прошла квалификацию             | Не прошла квалификацию             | Не прошла квалификацию             | Не прошла квалификацию             | Не прошла квалификацию             | 6                  | 2                  | 2                  | 2                  | 5                  | 11                 |              |
| 1989                               | Снялась                            | Снялась                            | Снялась                            | Снялась                            | Снялась                            | Снялась                            | Снялась                            | Снялась                            | Снялась            | Снялась            | Снялась            | Снялась            | Снялась            | Снялась            |              |
| 1991                               | Не прошла квалификацию             | Не прошла квалификацию             | Не прошла квалификацию             | Не прошла квалификацию             | Не прошла квалификацию             | Не прошла квалификацию             | Не прошла квалификацию             | Не прошла квалификацию             | 3                  | 0                  | 0                  | 3                  | 3                  | 9                  |              |
| 1993                               | Не прошла квалификацию             | Не прошла квалификацию             | Не прошла квалификацию             | Не прошла квалификацию             | Не прошла квалификацию             | Не прошла квалификацию             | Не прошла квалификацию             | Не прошла квалификацию             | 4                  | 3                  | 0                  | 1                  | 4                  | 2                  |              |
| 1995                               | Не прошла квалификацию             | Не прошла квалификацию             | Не прошла квалификацию             | Не прошла квалификацию             | Не прошла квалификацию             | Не прошла квалификацию             | Не прошла квалификацию             | Не прошла квалификацию             | 4                  | 1                  | 2                  | 1                  | 4                  | 5                  |              |
| 1997                               | Не прошла квалификацию             | Не прошла квалификацию             | Не прошла квалификацию             | Не прошла квалификацию             | Не прошла квалификацию             | Не прошла квалификацию             | Не прошла квалификацию             | Не прошла квалификацию             | 3                  | 1                  | 1                  | 1                  | 8                  | 5                  |              |
| 1999                               | Не прошла квалификацию             | Не прошла квалификацию             | Не прошла квалификацию             | Не прошла квалификацию             | Не прошла квалификацию             | Не прошла квалификацию             | Не прошла квалификацию             | Не прошла квалификацию             | N/A                | N/A                | N/A                | N/A                | N/A                | N/A                |              |
| 2001                               | Не прошла квалификацию             | Не прошла квалификацию             | Не прошла квалификацию             | Не прошла квалификацию             | Не прошла квалификацию             | Не прошла квалификацию             | Не прошла квалификацию             | Не прошла квалификацию             | 3                  | 0                  | 0                  | 3                  | 1                  | 11                 |              |
| 2003                               | Не прошла квалификацию             | Не прошла квалификацию             | Не прошла квалификацию             | Не прошла квалификацию             | Не прошла квалификацию             | Не прошла квалификацию             | Не прошла квалификацию             | Не прошла квалификацию             | 3                  | 2                  | 1                  | 0                  | 5                  | 0                  |              |
| 2005                               | Не прошла квалификацию             | Не прошла квалификацию             | Не прошла квалификацию             | Не прошла квалификацию             | Не прошла квалификацию             | Не прошла квалификацию             | Не прошла квалификацию             | Не прошла квалификацию             | 5                  | 2                  | 0                  | 3                  | 10                 | 12                 |              |
| 2007                               | Не прошла квалификацию             | Не прошла квалификацию             | Не прошла квалификацию             | Не прошла квалификацию             | Не прошла квалификацию             | Не прошла квалификацию             | Не прошла квалификацию             | Не прошла квалификацию             | 2                  | 0                  | 1                  | 1                  | 2                  | 4                  |              |
| 2009                               | Не прошла квалификацию             | Не прошла квалификацию             | Не прошла квалификацию             | Не прошла квалификацию             | Не прошла квалификацию             | Не прошла квалификацию             | Не прошла квалификацию             | Не прошла квалификацию             | 4                  | 2                  | 0                  | 2                  | 14                 | 5                  |              |
| 2011                               | Не прошла квалификацию             | Не прошла квалификацию             | Не прошла квалификацию             | Не прошла квалификацию             | Не прошла квалификацию             | Не прошла квалификацию             | Не прошла квалификацию             | Не прошла квалификацию             | 5                  | 2                  | 1                  | 2                  | 10                 | 9                  |              |
| 2013                               | Не прошла квалификацию             | Не прошла квалификацию             | Не прошла квалификацию             | Не прошла квалификацию             | Не прошла квалификацию             | Не прошла квалификацию             | Не прошла квалификацию             | Не прошла квалификацию             | 4                  | 2                  | 1                  | 1                  | 7                  | 4                  |              |
| 2015                               | Не прошла квалификацию             | Не прошла квалификацию             | Не прошла квалификацию             | Не прошла квалификацию             | Не прошла квалификацию             | Не прошла квалификацию             | Не прошла квалификацию             | Не прошла квалификацию             | 6                  | 3                  | 0                  | 3                  | 11                 | 10                 |              |
| 2017                               | Дисквалифицирована                 | Дисквалифицирована                 | Дисквалифицирована                 | Дисквалифицирована                 | Дисквалифицирована                 | Дисквалифицирована                 | Дисквалифицирована                 | Дисквалифицирована                 | Дисквалифицирована | Дисквалифицирована | Дисквалифицирована | Дисквалифицирована | Дисквалифицирована | Дисквалифицирована |              |
| 2019                               | TBD                                |                                    |                                    |                                    |                                    |                                    |                                    |                                    |                    | TBD                | TBD                | TBD                | TBD                | TBD                | TBD          |
| Всего                              | Лучший результат: Групповой этап   | 1/21                               | 3                                  | 0                                  | 0                                  | 3                                  | 0                                  | 16                                 | 63                 | 21                 | 11                 | 31                 | 102                | 125                |              |

| История выступлений на ЧМ | История выступлений на ЧМ | История выступлений на ЧМ | История выступлений на ЧМ | История выступлений на ЧМ | История выступлений на ЧМ |
| Год                       | Раунд                     | Соперник                  | Счёт                      | Результат                 |                           |
| ------------------------- | ------------------------- | ------------------------- | ------------------------- | ------------------------- | ------------------------- |
| 1979                      | Групповой этап            | Аргентина                 | 0–5                       | Поражение                 |                           |
| 1979                      | Групповой этап            | Польша                    | 0–6                       | Поражение                 |                           |
| 1979                      | Групповой этап            | Югославия                 | 0–5                       | Поражение                 |                           |

## Достижения

### Континентальные
- Чемпионат Азии (до 19 лет)

- Победитель (1) : 1961
- Второе место (2) : 1967, 1970
- Третье место (1) : 1962

### Региональные
- Чемпионат АСЕАН (до 19 лет)

- Победитель (1) : 2013
- Третье место : 2017, 2018

### Другие
- HKFA Internasional Youth Football Invitation Tournament

- Победитель (1) : 2013

## Состав начемпионат Азии 2018
| №              | Имя                | Клуб               | Дата рождения   | Возраст | Игр     | Голов   |
| Вратари        | Вратари            | Вратари            | Вратари         | Вратари | Вратари | Вратари |
| -------------- | ------------------ | ------------------ | --------------- | ------- | ------- | ------- |
| 1              | Мухаммад Риянди    | Барито Путера      | 3 января 2000   | 18      | 10      | 0       |
| 21             | Джанлука Росси     | Персиджа           | 25 июля 1999    | 19      |         |         |
| 23             | Аквил Савик        | Персиб Бандунг     | 17 января 1999  | 19      | 7       | 0       |
| Защитники      |                    |                    |                 |         |         |         |
| 2              | Кадек Радитя       | Персиба Баликпапан | 13 июня 1999    | 19      | 5       | 0       |
| 3              | Аснави Бахар       | ПСМ Макасар        | 4 октября 1999  | 19      | 15      | 0       |
| 4              | Давид Румакик      | Персипура          | 18 июля 1999    | 19      | 0       | 0       |
| 5              | Нуридаят           | Бхаянгкара         | 5 апреля 1999   | 19      | 17      | 0       |
| 11             | Фирза Андика       | Медан              | 12 ноября 1999  | 18      | 13      | 1       |
| 12             | Рифад Марасабесси  | Мадура Юнайтед     | 7 июля 1999     | 19      | 15      | 1       |
| 13             | Рахмат Ирианто     | Персебая           | 3 сентября 1999 | 19      | 3       | 0       |
| 18             | Индра Мустафа      | Персиб Бандунг     | 28 июня 1999    | 19      | 0       | 0       |
| Полузащитники  |                    |                    |                 |         |         |         |
| 6              | Ряфи Сярахил       | Барито Путера      | 15 ноября 2000  | 17      | 6       | 0       |
| 7              | Лутфи Камал        | Митра Кукар        | 1 мая 1999      | 19      | 13      | 2       |
| 8              | Витан Сулайман     | СКО Рагунан        | 8 октября 2001  | 17      | 17      | 5       |
| 10             | Эги Маулана        | Лехия              | 7 июля 2000     | 18      | 3       | 0       |
| 15             | Саддил Рамдани     | Персела            | 2 января 1999   | 19      | 18      | 10      |
| 16             | Рески Фанди        | Мартапура          | 6 июня 1999     | 19      | 4       | 1       |
| 17             | Сяхриан Абиманю    | Сривиджая          | 25 апреля 1999  | 19      | 17      | 2       |
| 22             | Тодд Ривалдо       | Персипура          | 15 марта 1999   | 19      | 7       | 3       |
| Нападающие     |                    |                    |                 |         |         |         |
| 9              | Рафли Мурсалим     | Митра Кукар        | 5 марта 1999    | 19      | 14      | 11      |
| 14             | Феби Эка Путра     | Бали Юнайтед       | 12 февраля 1999 | 19      | 12      | 4       |
| 19             | Ханис Сарага Путра | Бали Юнайтед       | 8 сентября 1999 | 19      | 18      | 6       |
| 20             | Аулиа Хидаят       | Борнео             | 2 марта 1999    | 19      | 0       | 0       |
| Главный тренер |                    |                    |                 |         |         |         |
| Флаг Индонезии | Индра Сджафри      | Индра Сджафри      | 2 февраля 1963  | 55      |         |         |